# Binot Paulmier de Gonneville

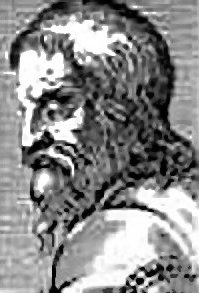
Paulmier de Gonneville

Paulmier de Gonneville, eigentlich Binot Paulmier, Seigneur de Gonneville (* 15. Jahrhundert in Dieppe, Frankreich; † 16. Jahrhundert in Gonneville-sur-Honfleur) war ein französischer Seefahrer. 
Auf seiner Reise ins „Südmeer“ von 1503 bis 1505 und auf der Suche nach dem „Südland“ (Terra Australis) hatte er 1504 die brasilianische Küste erreicht, die er als „Südindien“ und „Papageienland“ bezeichnete. Infolge des Verlusts seiner Schiffsjournale konnte er bei seiner Rückkehr jedoch keine genauen Angaben machen. Erst 1847 wurde eine Abschrift gefunden, die die Lokalisierung in Brasilien bestätigte. 
Von Brasilien brachte Gonneville einen indianischen Eingeborenen nach Frankreich mit, den er Essoméric nannte. Da die französische Regierung Essoméric nicht wieder zurückschickte, Gonneville sich ihm aber verbunden fühlte, gab er ihm seine Tochter und Erbin zur Frau, machte ihn also zu seinem Schwiegersohn.